# SK Cuncevo
Lo Sport Klub Cuncevo è una squadra di pallamano maschile russa con sede a Mosca.

## Palmarès
- Campionato sovietico: 3
  - 1965-66, 1966-67, 1968-69.